# Joan M. Clark

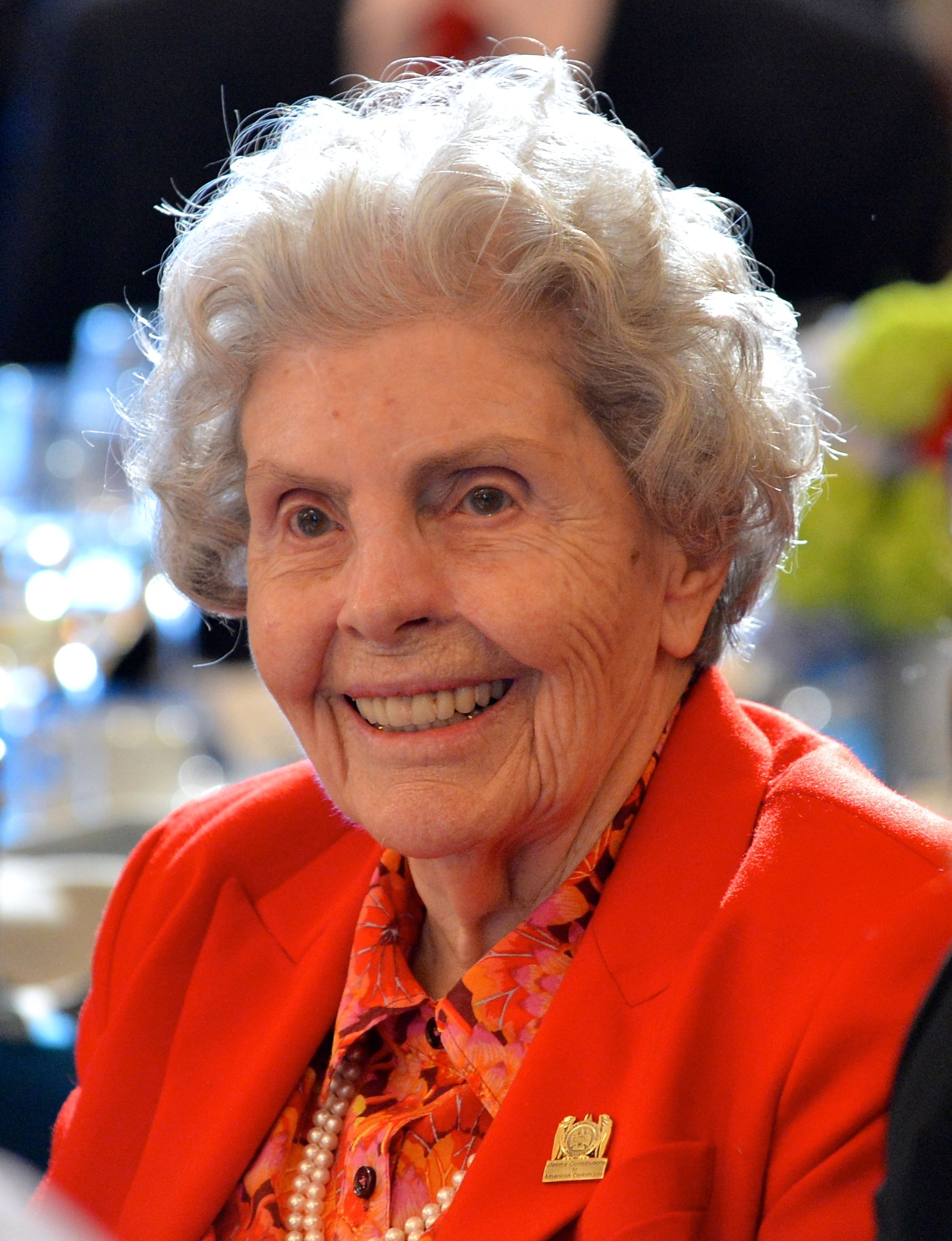
Joan M. Clark (2014)

Joan Margaret Clark (* 27. März 1922 in Ridgefield Park, New Jersey) ist eine ehemalige US-amerikanische Diplomatin, die unter anderem zwischen 1979 und 1981 Botschafterin der Vereinigten Staaten in Malta war.

## Leben
Joan Margaret Clark besuchte die Katharine Gibbs School in New York und trat in den diplomatischen Dienst (Foreign Service) ein. Sie war in den folgenden Jahren als Berufsdiplomatin (Career Foreign Service Officer) im US-Außenministerium (US State Department) als auch an Auslandsvertretungen tätig. Am 10. April 1977 wurde sie als Nachfolgerin von Clayton E. McManaway Jr. Direktorin des Büros für Managementpolitik (Director of the Office of Management Policy) im Range einer Assistant Secretary of State und hatte dieses Amt im Außenministerium bis zum 20. März 1979 inne, woraufhin Michael M. Conlin ihre Nachfolge antrat.
Am 21. März 1979 wurde sie zur Botschafterin der Vereinigten Staaten in Malta ernannt und übergab dort am 26. März 1979 ihre Akkreditierung als Nachfolgerin von Bruce Laingen. Das Amt der Botschafterin in Valletta bekleidete sie bis zum 21. Februar 1981 und wurde daraufhin von Frank P. Wardlaw abgelöst. Am 4. März 1981 wurde sie von US-Außenminister Alexander Haig zur Generaldirektorin des Auswärtigen Dienstes (Director General of the Foreign Service) und Personaldirektorin (Director of Personnel) ernannt und trat dieses Amt als Nachfolgerin von Harry G. Barnes Jr. offiziell am 27. Juli 1981 an. Sie verblieb in dieser Funktion bis zum 24. Oktober 1983, woraufhin Alfred Atherton sie ablöste.
Zuletzt wurde Joan M. Clark am 18. November 1983 im Außenministerium zur Leiterin der Unterabteilung Konsularische Angelegenheiten (Assistant Secretary of State for Consular Affairs) ernannt und übernahm dieses Amt am 22. Dezember 1983 als Nachfolgerin von Diego C. Asencio. Sie bekleidete diese Funktion bis zum 18. Oktober 1989 und wurde daraufhin von Elizabeth M. Tamposi abgelöst.
Joan M. Clark, die sich auch für die American Academy of Diplomacy engagierte, wurde für ihr Lebenswerk 2007 mit dem Lifetime Contributions to American Diplomacy Award der American Foreign Service Association (AFSA) ausgezeichnet.